# Chemin de la vallée d'Aure
Le chemin de la vallée d'Aure désigne une voie pour franchir les Pyrénées par les Pyrénées centrales et particulièrement la vallée d'Aure.

## Voie d'Aure ou chemin de la vallée d'Aure
Les passages vers l'Aragon se faisaient par les multiples cols de cette vallée (col d'Ourdissétou, port de Plan de Rioumajou, port Vieux, port de Bielsa, port de Héchempy,  port du Moudang, port de Cauarère, port de Barroude) mais ce sera le col sans doute le plus direct au-dessus de l'ancien hospice de Rioumajou qui incarnera ce chemin : le col d'Ourdissétou.
Autrefois, une voie romaine, la Ténareze, passait dans ce secteur. Actuellement, le cheminement jacquaire est identifié par le GR105 qui de Lortet (à l'entrée de la vallée d'Aure) et du chemin du piémont pyrénéen, traverse toute la vallée jusqu'au col d'Ourdissétou. pour redescendre via Viados vers Gistain ou via Parzan vers Bielsa.
Pour manifester le caractère jacquaire de cette voie, une stèle jacquaire a été placée au col d'Ourdissétou (2 403 m) en 2004 sur la frontière franco-espagnole.

## Itinéraire
De Lortet à Gistain par la voie de la vallée d'Aure.
- Lortet
- Héchettes
- Rebouc
- Sarrancolin
- Camous
- Arreau
- Vielle Aure
- Saint-Lary-Soulan
- Tramezaïgues
- Hospice du Rioumajou
- Col d'Ourdissétou (2403 m)
- Refuge de Viados
- Ancizan
- Guchen
- Grézian
- Gistain